# Grisin ardoisé
Cercomacra cinerascens
Espèce
Statut de conservation UICN

 LC  : Préoccupation mineure
Le Grisin ardoisé (Cercomacra cinerascens) est une espèce de passereaux de la famille des Thamnophilidae.

## Répartition

Aire de répartition de Cercomacra cinerascens.

Cet oiseau se rencontre en Bolivie, au Brésil, en Colombie, en Équateur, au Guyana, en Guyane, au Pérou, au Suriname et au Venezuela.

## Liste des sous-espèces
Selon GBIF (15 avril 2024) :
- Cercomacra cinerascens cinerascens (P. L. Sclater, 1857)
- Cercomacra cinerascens immaculata Chubb, 1918
- Cercomacra cinerascens iterata Zimmer, 1932
- Cercomacra cinerascens sclateri Hellmayr, 1905

## Classification
Le nom valide complet (avec auteur) de ce taxon est Cercomacra cinerascens (P.L. Sclater 1857).
L'espèce a été initialement classée dans le genre Formicivora sous le protonyme Formicivora cinerascens Sclater, 1857.
Ce taxon porte en français les noms vernaculaires ou normalisés suivants : Grisin ardoisé,.
Cercomacra cinerascens a pour synonyme :
- Formicivora cinerascens Sclater, 1857